# ウォーメイト (航空機)
ウォーメイト
- 用途：無人攻撃機 (徘徊型兵器)
- 分類：無人攻撃機
- 製造者：WB エレクトロニクス（ポーランド語版）
- 運用者：

  -  ポーランド
  -  トルコ
  -  ウクライナ

ウォーメイト（英: Warmate）は、WB エレクトロニクスが開発した自爆突入型無人航空機（徘徊型兵器)。

## 機体
ウォーメイトの機体は炭素繊維複合材を多用しており、胴体上面に配置された主翼は後縁付け根のヒンジを使って後方に折り畳む機構で、V字尾翼も折り畳み式となっている。油圧カタパルトで射出後、エンジンを始動するとともに、主翼とV字尾翼を展開して飛行する。
弾頭には、100から120mm厚の均質圧延鋼板を貫通可能な「GK-1」、300gのTNT火薬を使用した高性能炸薬弾頭の「GO-1」を選択して搭載する。

## 採用国
- ポーランド
- トルコ
- ウクライナ

## 性能諸元
出典
- 全幅：1.6m
- 全長：1.1m
- 飛翔体重量：5.7kg
- 最大速度：150km/h
- 巡航速度：80km/h
- 運用高度：地表から150 - 300m
- 航続時間：70分
- センサー：電子光学/赤外線センサー
- 弾頭：高性能炸薬弾頭
- 弾頭重量：1.4kg